# Montpellier Université Club Canoë Kayak
 (mars 2025).
Motif : Quelles sont les sources secondaires d’envergure nationale qui pourraient attester de la notoriété de ce club?
- Archive Wikiwix
- Bing
- Cairn
- DuckDuckGo
- E. Universalis
- Gallica
- Google
- G. Books
- G. News
- G. Scholar
- Persée
- Qwant
- (zh) Baidu
- (ru) Yandex
- (wd) trouver des œuvres sur Wikidata

| 1. | Préciser le motif de la pose du bandeau. | Précisez le motif de la pose du bandeau en utilisant la syntaxe suivante : {{admissibilité à vérifier\|date=mars 2025\|motif=remplacez ce texte par le motif}}                                               |
| 2. | Informer les utilisateurs concernés.     | Pensez à avertir le créateur de l'article, par exemple, en insérant le code ci-dessous sur sa page de discussion : {{subst:avertissement admissibilité à vérifier\|Montpellier Université Club Canoë Kayak}} |

Dernière mise à jour : 30 mai 2013.
Le Montpellier Agglomération Canoë Kayak Université Club (MACK-UC) est une association sportive de canoë-kayak, basée à Montpellier, en France. 
Le Montpellier Université Club Canoë Kayak  pratique le canoë-kayak depuis plus de 34 ans. Situé à la base de Lavalette au cœur de Montpellier le club propose la pratique du canoë, en slalom ou en kayak-polo toute l'année, en compétition mais aussi en loisir et en handi-loisir. 
Cette association est accessible aux enfants, aux adolescents et aux adultes.  
Depuis 2008 Montpellier Université Club Canoë Kayak (MUC-Canoë Kayak)a été rebaptisé Montpellier Agglomération Canoë Kayak Université Club. (MACK - UC).
Le club propose des stages de canoë kayak, et des journées de garderie  pendant les vacances scolaires, permettant aux enfants de découvrir ou redécouvrir ce sport et permettant aux parents de bénéficier d'une structure type centre de loisir à vocation sportive. 

## Personnalités

### Joueurs de kayak-polo
Équipe masculine senior N1 en 2012
- David Linet (équipe de France -21, Vice-champion du monde 2010)
- Hugo Ezmiro (équipe de France -21, Vice-champion du monde 2010)
- Lucas De Araujo
- Clément Kinding (équipe de France -21, Vice-champion du monde 2010)
- Philippe Pfister (champion du monde 2010)
- Thomas Bretegnoux (équipe de France, champion du monde 2010)
- Christophe Belat (équipe de France -21, Vice-champion du monde 2010)
- Patrice Belat (équipe de France -21, Vice-champion du monde 2010)

Équipe féminine senior N1F en 2012
- Mélanie Konig (équipe de France senior)
- Alice Janecek (équipe de France -21, championne du monde 2010)
- Jade Vassallo (équipe de France -21, championne du monde 2010)
- Julie Roux (équipe de France -21, championne du monde 2010)
- Melissa Ledormeur (équipe de France -21, championne du monde 2010)
- Jane Avinens (équipe de France 2011)
- Naïs Zanfini

Équipe masculine senior N1 en 2011
- David Linet (équipe de France -21, Vice-champion du monde 2010)
- Hugo Ezmiro (équipe de France -21, Vice-champion du monde 2010)
- Lucas De Araujo
- Ago Pereira
- Clément Kinding (équipe de France -21, Vice-champion du monde 2010)
- Philippe Pfister (équipe de France, champion du monde 2010)
- Thomas Bretegnoux (équipe de France, champion du monde 2010)
- Christophe Belat (équipe de France -21, Vice-champion du monde 2010)
- Patrice Belat (équipe de France -21, Vice-champion du monde 2010)

Équipe féminine senior N1F en 2011
- Mélanie Konig
- Alice Janecek (équipe de France -21, championne du monde 2010)
- Jade Vassallo (équipe de France -21, championne du monde 2010)
- Julie Roux (équipe de France -21, championne du monde 201)
- Melissa Ledormeur (équipe de France -21, championne du monde 201)
- Jane Avinens
- Naïs Zanfini

Équipe masculine senior N1 en 2010
- David Linet (équipe de France -21)
- Hugo Ezmiro (équipe de France -21)
- Lucas De Araujo
- Ago Pereira
- Philippe PFISTER (équipe de France senior)
- Clément KINDIG (équipe de France -21)
- Thomas BRETENOUX (équipe de France senior)
- Christophe Belat (équipe de France -21)
- Patrice Belat (équipe de France -21)

Équipe féminine senior N1F en 2010
- Mélanie Konig
- Alice Janecek (équipe de France -21)
- Jade Vassallo (équipe de France -21)
- Julie Roux (équipe de France -21)
- Melissa Ledormeur (équipe de France -21)
- Jane Avinens
- Cecile Rigenbach

### Compétiteurs slalom
40 compétiteurs en 2012
- Jonathan Delagnes K1HS
- Romain Chabrol K1HS
- Galaad Pereyron C1HJ
- Benoit Guiraud C1HV2
- Marlene Rio K1DS
- Quentin Raissac K1HJ
- Yannick Besse K1HS
- Valentin Pahon K1HS
- Vincent Garcia K1HJ
- Benoit Guiraud K1HV2
- Maxime Le Henaff K1HS
- Thibault Le Henaff K1HS
- Marlene Rio C1DS
- Nicolas Ciemniewski K1HS
- Leo Fournier K1HC
- Jean Francois Bry K1HS
- Alexis Saut K1HJ
- Mathieu Serret K1HV1
- Galaad Pereyron K1HJ
- Corentin Quignard K1HC
- Melanie Palazy K1DC
- Nicolas Ciemniewski   Melanie Konig C2MS
- Marine Tournier K1DC
- Mathias Levy K1HC
- Romain Chabrol  Yannick Besse C2HS
- Bruno Martins K1HV1
- Jonathan De Coninck K1HC
- Romain Chabrol C1HS
- Jean Francois Bry
- Nicolas Ciemniewski C2HS
- Jolan Konig K1HS
- Galaad Pereyron   Quentin Raissac C2HJ
- Nathaniel Levy K1HJ
- Quentin Raissac C1HJ
- Bastien Benoit K1HC
- Jules Vezole K1HC
- Franck Lacroix C1HV2
- Alexis Reigne K1HJ
- Alice Janecek K1DS
- Vincent Garcia C1HJ
- Vincent Garcia Alexis Saut C2HJ
- Alexis Reigne C1HJ
- Lucas De Araujo K1HV1
- Nicolas Ciemniewski C1HS

## Résultats sportifs

### Kayak-polo Hommes
- Coupe d'Europe des clubs :
  - 2013 : Champion d'Europe
  - 2012 : Champion d'Europe
  - 2011 : médaille de bronze
- Championnat de France : 
  - 2013 : Vice-champion de France
  - 2013 : Champion de France
  - 2012 : Champion de France
  - 2010 : médaille de bronze
- Coupe de France :
  - 2013 : Vainqueur
  - 2012 : Vainqueur
  - 2010 : médaille de bronze
  - 2008 : médaille de bronze
- Tournoi des As :
  - 2014 : Vainqueur
  - 2013 : Vainqueur
  - 2012 : médaille d'argent
  - 2011 : médaille d'argent

### Kayak-polo Dames
- Coupe d'Europe des clubs :
  - 2013 : Vice Championne d'Europe
  - 2012 : 8e place
- Championnat de France :
  - Médaille d'argent en 2014
  - Championne de France en 2013
  - Vice-champion en 2012
- Coupe de France : 
  - 2013 : Vainqueur
  - 2012 : médaille d'argent
  - 2008 : médaille d'argent
- Tournoi des As :
  - 2014 : médaille d'argent
  - 2013 : médaille de bronze
  - 2012 : médaille d'argent
- Championnat de France 2e division : 
  - 2005 : Champion de France
- Championnat de France Cadettes :
  - 2009 : Champion de France

## Championnats d'Europe 2011 Kayak Polo
- Hommes -21 Champions d'Europe (5 joueurs du Montpellier Agglomération Canoë Kayak UC dans l'équipe de France)
- Hommes senior Champions d'Europe (1 joueur du Montpellier Agglomération Canoë Kayak UC dans l'équipe de France)
- Femmes -21 4e (4 joueuses du Montpellier Agglomération Canoë Kayak UC dans l'équipe de France)

## Championnats du Monde 2010 Kayak polo
- Seniors hommes Champions du monde (2 joueurs Montpellier Agglomération Canoë Kayak UC dans l'équipe de France)
- Femmes -21 Championnes du monde (4 joueuses Montpellier Agglomération Canoë Kayak UC dans l'équipe de France)
- Hommes -21 Vice-champions du monde (5 joueurs Montpellier Agglomération Canoë Kayak UC dans l'équipe de France)

## Championnats d'Europe 2009 Kayak polo
- Hommes -21 Vice-champions d'Europe (3 joueurs Montpellier Agglomération Canoë Kayak UC dans l'équipe de France)
- Femmes -21 Championnes d'Europe (2 joueuses Montpellier Agglomération Canoë Kayak UC dans l'équipe de France)

## Slalom
- 2012 Montpellier Agglomération Canoë Kayak UC à la 5e place
- 2011 Montpellier Agglomération Canoë Kayak UC à la 23e place
- 2010 Montpellier Agglomération Canoë Kayak UC à la 21e place
- 2009 Montpellier Agglomération Canoë Kayak UC à la 24e place
- 2008 Montpellier Agglomération Canoë Kayak UC à la 45e place
- 2007 Montpellier Agglomération Canoë Kayak UC à la 85e place